# 대한건설기계안전관리원
대한건설기계안전관리원(大韓建設機械安全管理院, Korea Construction Equipment Safety Institute)은 건설기계관리법에 따라 건설기계에 대한 검사와 성능평가 등 건설기계와 관련한 연구 및 기술지원 업무를 수행하여 건설기계관리 효율화를 도모하고 건설기계의 안전도를 유지함으로써 건설기계 이용자에 대하여 양질의 기술서비스를 제공함은 물론 국민의 생명과 재산의 보호에 기여하기 위해 설립된 국토교통부 산하 기타공공기관이다.

## 주요기능 및 역할
- 건설기계의 검사, 안전점검 및 환경오염 예방대책 연구
- 건설기계 및 구성용품의 안전·성능에 관한 평가 및 시험·연구 등
- 건설기계 성능 및 안전에 관한 표준개발 및 국제협력
- 건설기계 안전·성능·사고 및 제작결함에 대한 정부 등 기술지원
- 건설기계의 조종, 정비 등 건설기계 관련 인력양성교육 및 안전교육
- 건설기계 안전사고에 대한 자료수집·원인분석 등 연구
- 건설기계 관련 국가재난대책업무 지원
- 건설기계 안전·성능·신기술 및 사고예방 등에 대한 홍보
- 건설기계 기술정보 및 조종사경력 전산관리 등

## 연혁
- 1997년 12월 (재단법인)대한건설기계안전관리원 설립허가
- 1998년 1월 건설기계 검사대행자 지정
- 1998년 1월 대한건설기계안전관리원 업무개시 (※현재 18개 검사소 및 54개 출장검사소 운영)
- 2000년 6월 건설기계 형식신고 시행
- 2008년 7월 타워크레인 검사 시행
- 2010년 5월 건설기계 형식승인 시행
- 2012년 3월 소방방재청 중앙안전점검단 지정
- 2014년 7월 서울특별시 건설기계안전점검 시행기관 지정
- 2015년 2월 국민안전처 산업현장 안전점검단 자문기관 지정
- 2015년 3월 국가기술표준원 표준개발협력기관 지정
- 2018년 2월 기타공공기관 지정
- 2019년 2월 준정부기관 지정
- 2019년 8월 타워크레인 검사대행자 총괄기관지정
- 2023년 2월 기타공공기관 지정

## 관련전화번호
대표번호 : 02-588-6541

## 조직
이사회
원장
경영혁신이사
- 기획혁신처
- 인사노무처
- 재무자산처

안전사업이사
- 검사정책처
- 안전보건처
- 디지털사업처

미래사업실
- 사업개발처

감사실
- 감사처

지역 검사소
- 서울검사소
- 부산검사소
- 대구검사소
- 인천검사소
- 광주검사소
- 대전검사소
- 울산검사소
- 경기검사소
- 경기북부검사소
- 강원영서검사소
- 강원영동검사소
- 충북검사소
- 충남검사소
- 전북검사소
- 전남섬사소
- 경북검사소
- 경남검사소
- 제주검사소